# Neufchâtel (fromage)
Pour les articles homonymes, voir Neufchâtel.
Ne doit pas être confondu avec Tomme de Neuchâtel.
Le neufchâtel est un fromage français fabriqué dans le pays de Bray, dans 134 communes aux alentours de Neufchâtel-en-Bray. Cette appellation d'origine est préservée par une appellation d'origine contrôlée depuis 1969.
La forme en cœur est typique de ce fromage, mais les formes en briquette, bonde, double bonde, carré et triple cœur sont également enregistrées dans le cahier des charges de la protection. La race des vaches et leur alimentation (pâturage au moins six mois par an), ainsi que la fabrication du fromage sont définies dans le décret de l'appellation. C'est un fromage lactique à base de lait de vache mis en œuvre majoritairement cru, à pâte molle à croûte fleurie, affiné au moins dix jours, d'un poids de 100 à 600 g selon le format. Sa période de consommation idéale s'étale de mai à août.

## Historique
Le neufchâtel est un fromage très ancien. Il était probablement déjà fabriqué au VIe siècle et attesté officiellement à partir de 1050 ou 1543. Pendant la guerre de Cent Ans, pour les fêtes de fin d'année, la légende raconte que les jeunes filles offraient aux soldats anglais des fromages en forme de cœur pour témoigner de leur amour[réf. nécessaire].
Au XVIIe siècle, il était expédié à Paris et Rouen, et exporté en Grande-Bretagne. Mais c'est à partir de 1880 que son histoire s'accéléra : cette année-là, un fermier, Isidore Lefebvre, construisit une fromagerie à Nesle-Hodeng (Seine-Maritime) dans laquelle il pouvait mouler et affiner le caillé produit par les paysans des environs. Parmi ses distributeurs figurèrent ensuite les grands magasins Harrods de Londres[réf. nécessaire].
Un label de qualité a été accordé au fromage en 1949, mais il a été annulé en 1953. Afin de protéger la spécificité du neufchâtel, le comice agricole de l'arrondissement de Neufchâtel créa en 1957 le syndicat de défense du label de qualité du fromage de Neufchâtel. Ce syndicat constitua le dossier de demande en appellation d'origine contrôlée. Celle-ci a été enregistrée comme telle par un décret du 3 mai 1969 modifié le 29 décembre 1986. L’appellation a été revue une nouvelle fois en 2006 dans le sens d'une plus grande rigueur.
La production commença à décroître après la Seconde Guerre mondiale. En 1993, il ne restait que trente et un producteurs fermiers et un industriel produisant à lui seul 45 % du fromage de Neufchâtel. Les fromageries locales, comme Isidore Lefebvre et Lhernault, ont été absorbées par de grands groupes laitiers.

## Formes

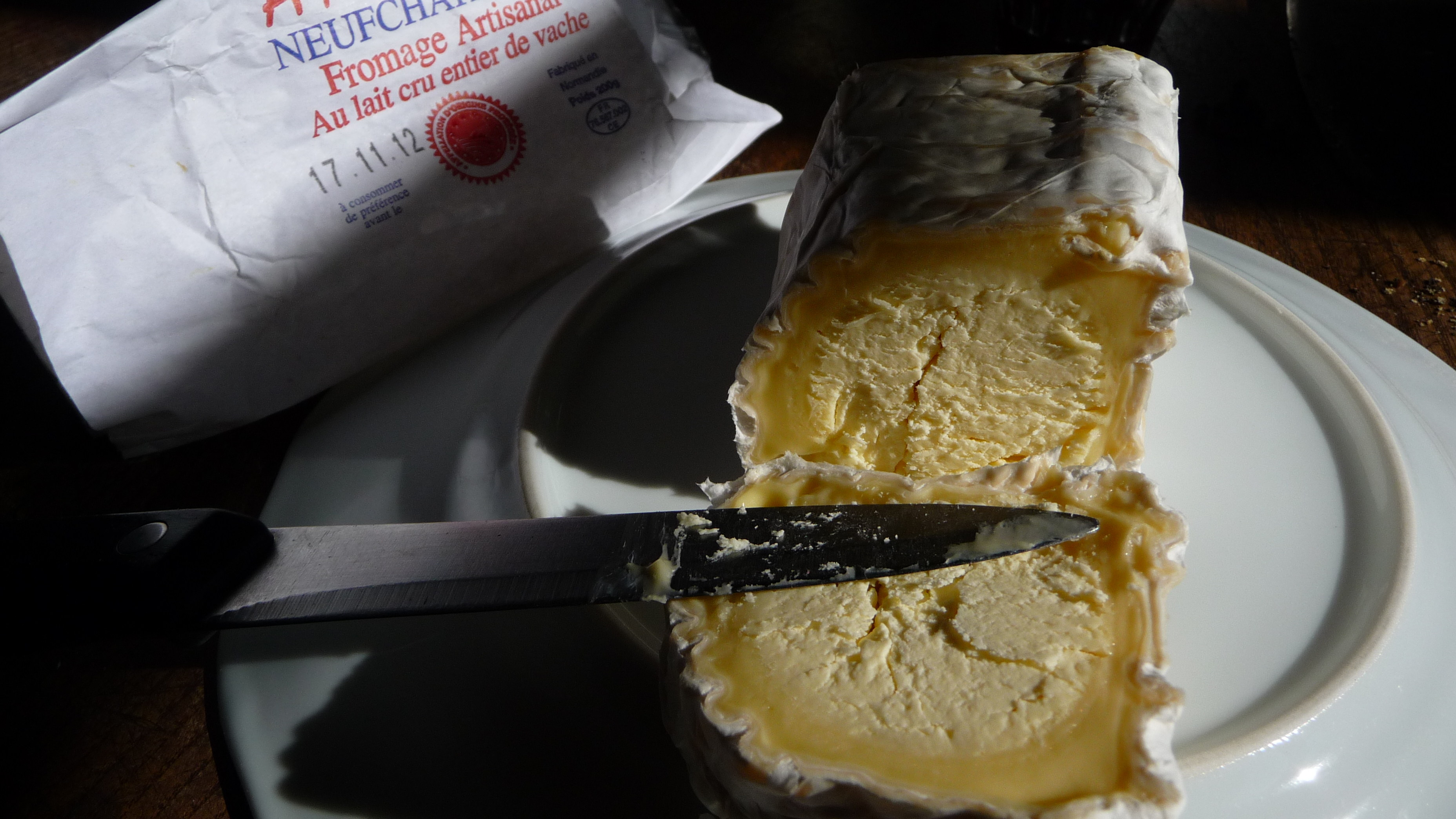
Neufchâtel laitier.

Le neufchâtel se présente sous six formes[réf. incomplète] :
- carré (100 g) ;
- briquette (100 g) ;
- bondon ou bonde (100 g) ;
- cœur (200 g) ;
- double bonde (200 g) ;
- grand cœur ou gros cœur (600 g).

Cœurs, à différents stades d'affinage.
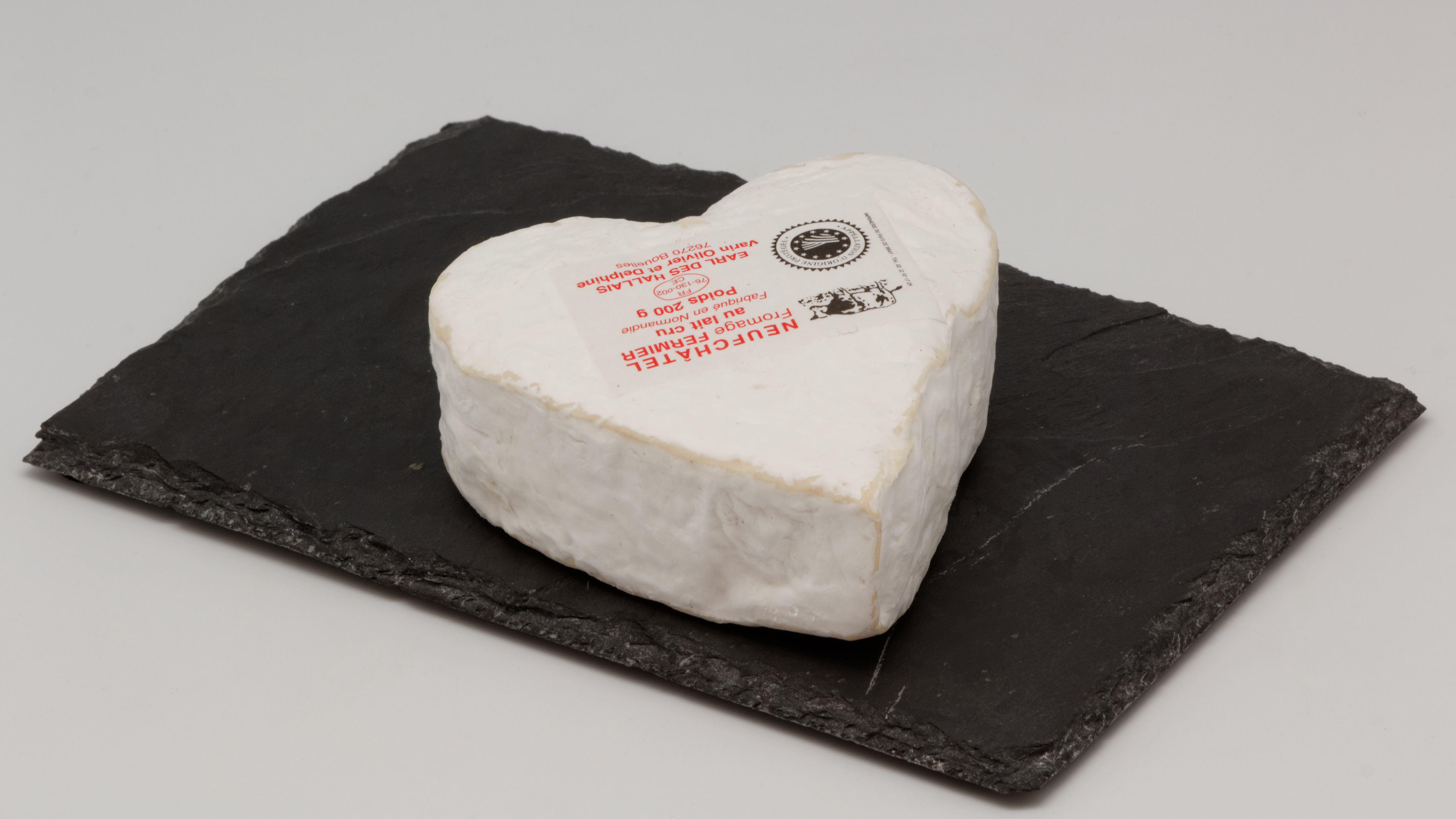
Cœur frais.
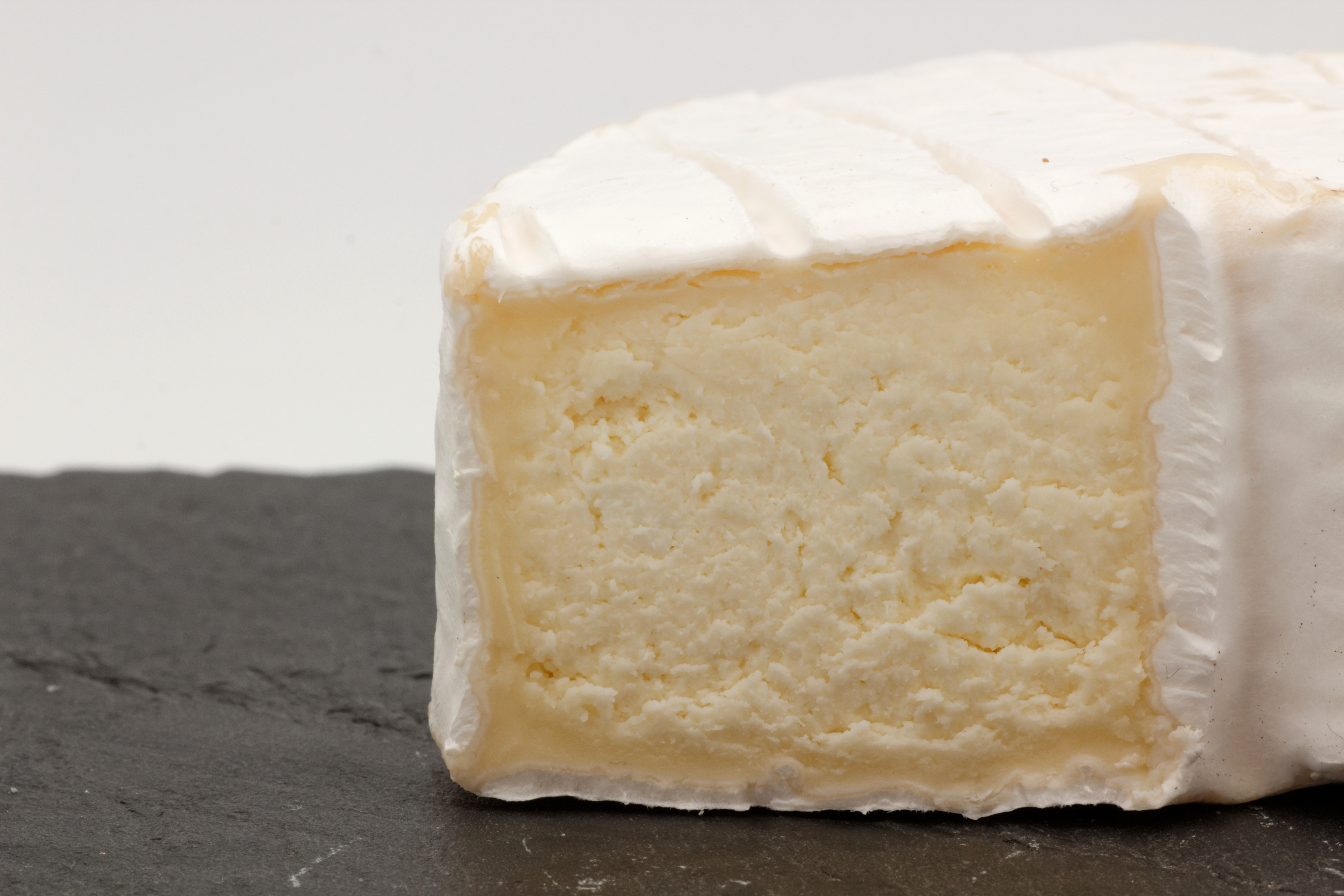
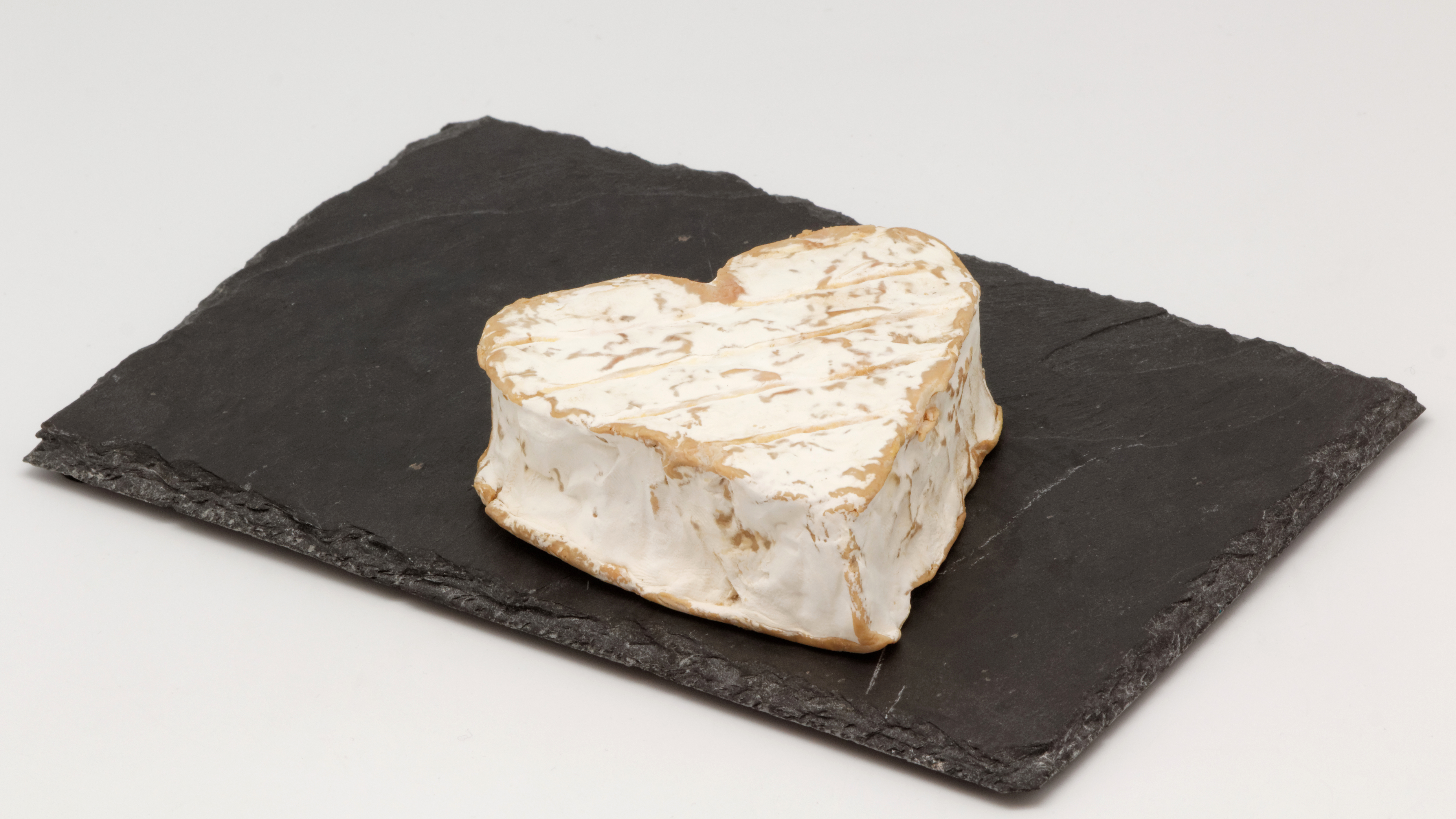
Cœur affiné.
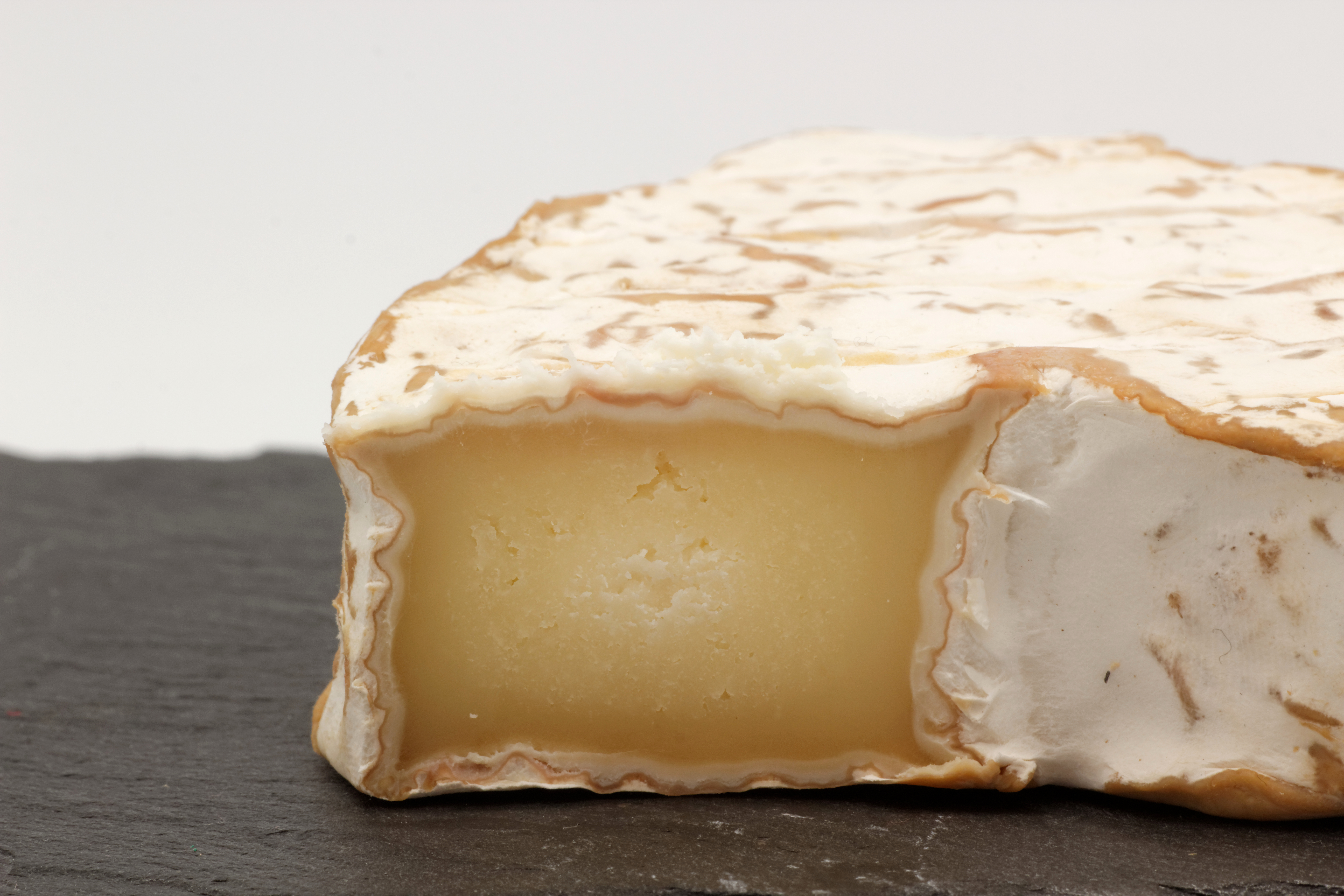
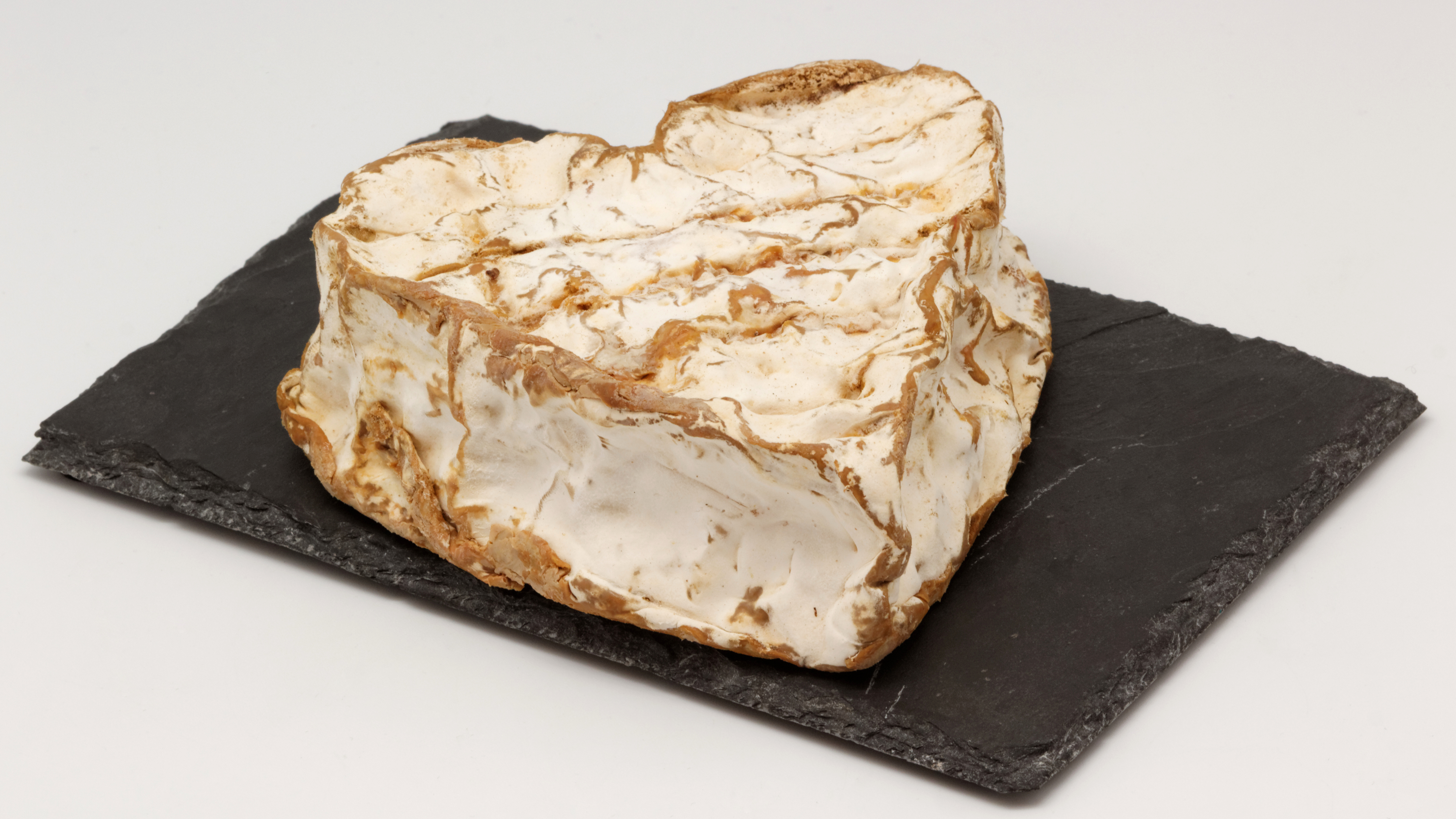
Grand cœur affiné.
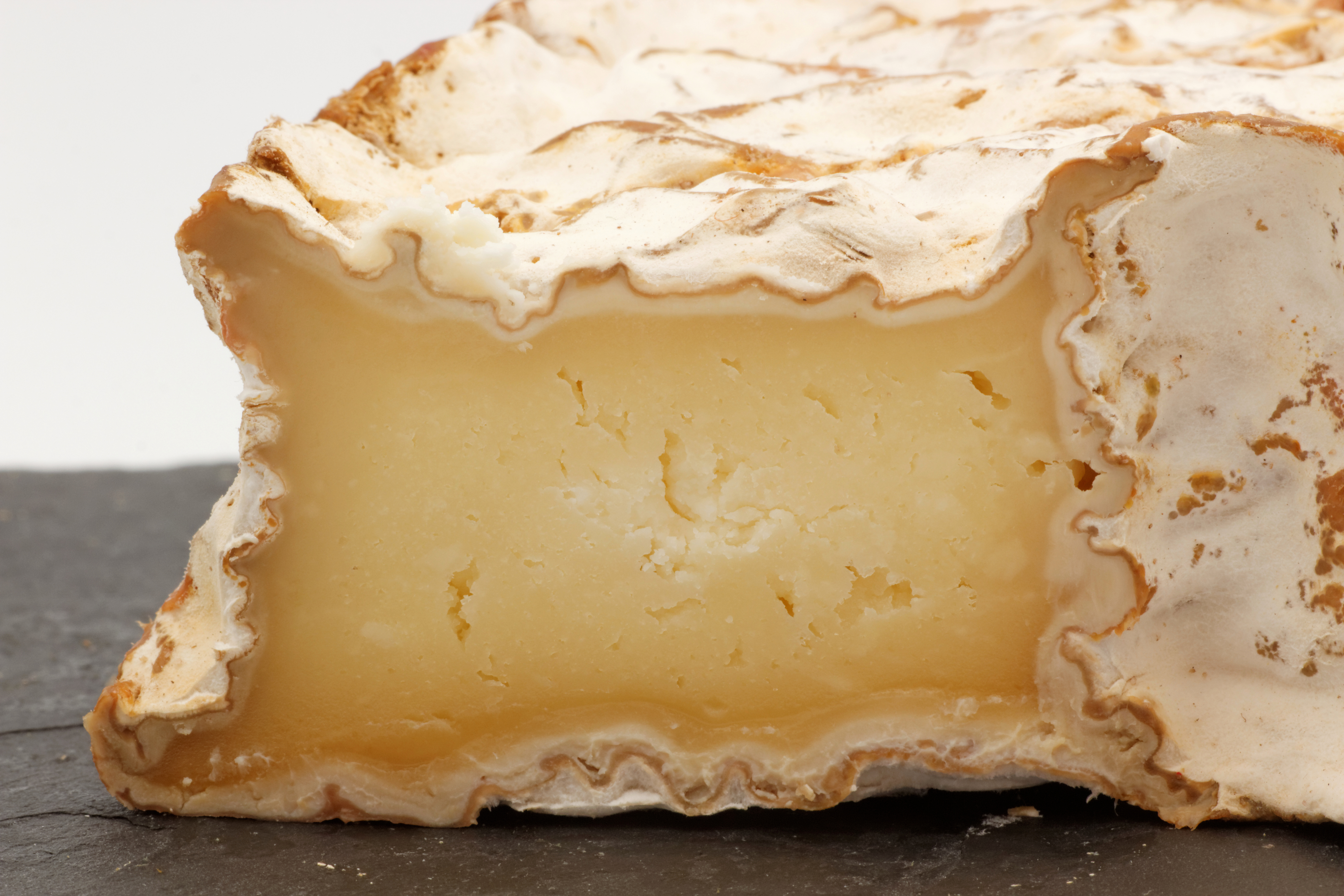

## Production et transformation
En 2006, la fabrication vouée au commerce est assurée par 23 agriculteurs producteurs fermiers, 2 artisans transformateurs (J.-Y. Anselin, SARL Villiers) et 2 transformateurs industriels (Les Cateliers, La Fromagerie du pays de Bray), qui transforment le lait cru produit dans 30 fermes. Une particularité : certains agriculteurs producteurs fermiers ne sont plus autorisés à exploiter commercialement le terme « fermier » sur l'emballage de leur transformation en fromage neufchâtel car ils achètent la production de lait cru des agriculteurs voisins pour augmenter leur volume de vente.
Pour des raisons techniques, il est temporairement impossible d'afficher le graphique qui aurait dû être présenté ici.

|                             | 1991 | 1992 | 1993 | 1994 | 1995 | 1996 | 1997  | 1998 | 1999 | 2000 |
| --------------------------- | ---- | ---- | ---- | ---- | ---- | ---- | ----- | ---- | ---- | ---- |
| Tonnage total commercialisé | 627  | 630  | 643  | 719  | 730  | 751  | 833   | 887  | 914  | 1003 |
| Dont production fermière    | 369  | 386  | 382  | 408  | 418  | 441  | 536   | 569  | 594  | 647  |
|                             | 2001 | 2002 | 2003 | 2004 | 2005 | 2006 | 2007  | 2008 | 2009 | 2010 |
| Tonnage total commercialisé | 980  | 999  | 1013 | 1020 | 1334 | 1533 | 1526  | 1492 | 1512 |      |
| Dont production fermière    | 685  | 690  | 639  |      | 409  | 421  | 434   | 460  | 468  |      |
|                             | 2011 | 2012 | 2013 | 2014 | 2015 | 2016 | 2017  | 2018 | 2019 |      |
| Tonnage total commercialisé | 1456 | 1515 | 1594 | 1660 | 1702 | 1703 | 1715  | 1614 | 1645 |      |
| Dont production fermière    | 451  | 480  | 470  | 490  | 502  | 497  | 482,4 | 445  | 415  |      |

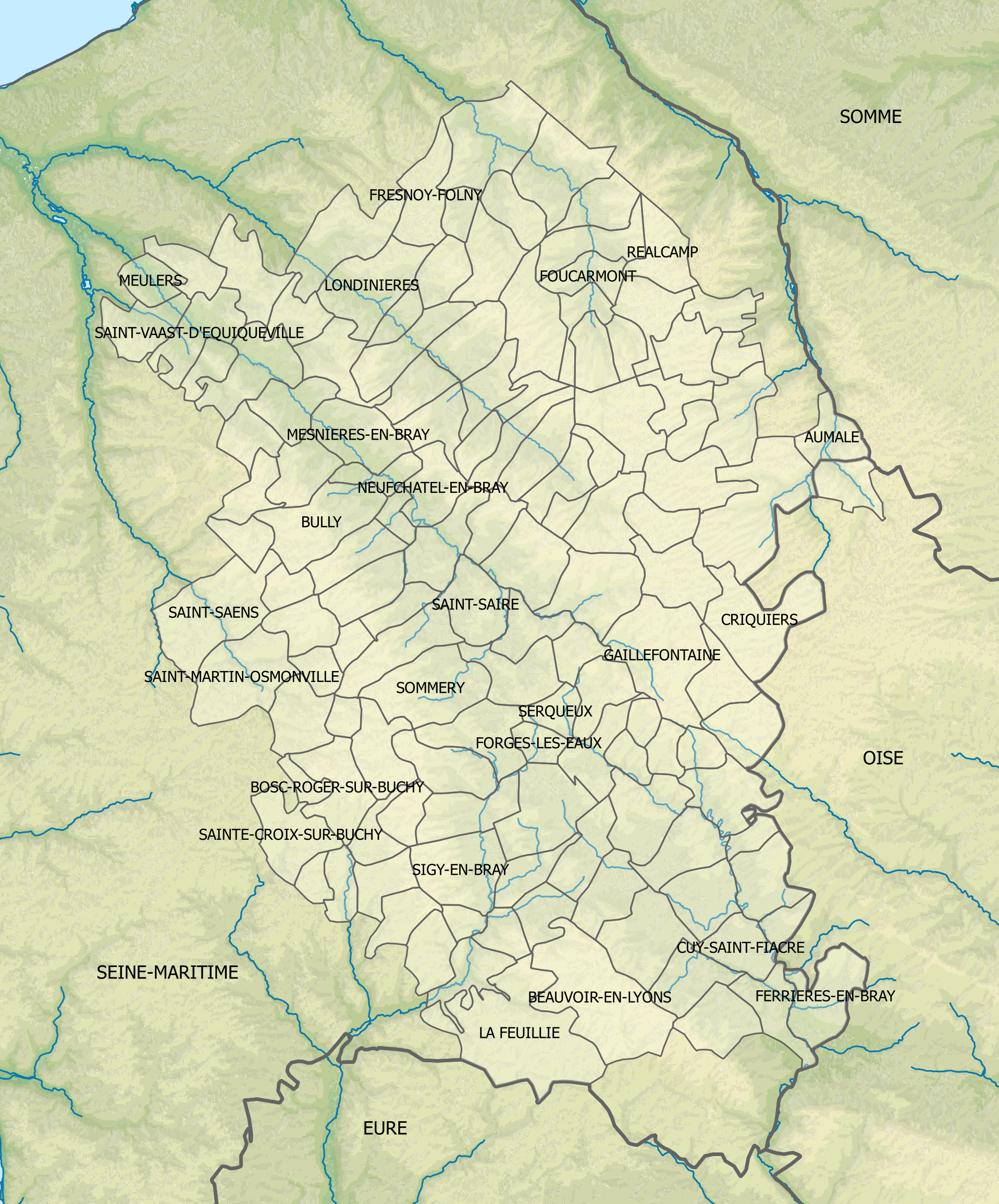
Principales communes et aire géographique enregistrées dans le cahier des charges.

En 1998, 81 % du volume transformé était au lait cru et 67 % en production fermière (total : 887 tonnes).
En 2007 82 tonnes sont exportées, notamment en Allemagne, Grande-Bretagne, Belgique, Canada, Japon, Suisse, Chine, Pays-Bas, Luxembourg et États-Unis

## Nutrition
Valeur nutritionnelle du neufchâtel au lait pasteurisé, brut 200 g, en forme de cœur : 1 046 kJ/100 g